# Ben Holthuis

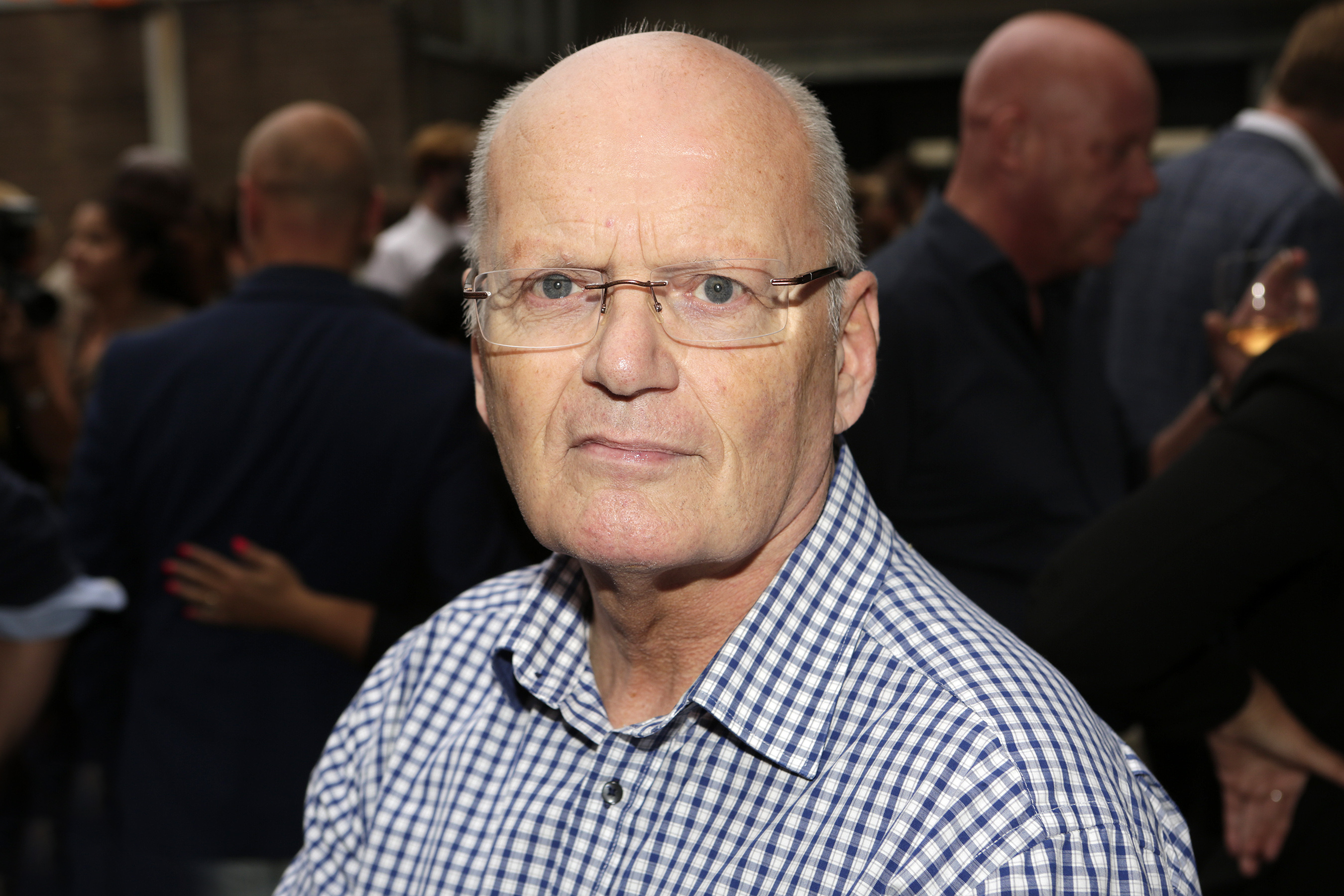
Ben Holthuis (2017)

Ben H. Holthuis (Doetinchem, 2 juni 1950) is een Nederlandse journalist en publicist.
Hij werd bekend als gossipjournalist van het roddelblad Story, waarvoor hij jarenlang een eigen rubriek schreef en waarin hij talloze interviews met nationale en internationale bekendheden publiceerde. Voor zowel Story als het weekblad Weekend vergaarde hij scoops.

## Levensloop
Holthuis groeide op in Aalten, waar hij de ULO volgde, waarna hij de Middelbare Detailhandelschool in Apeldoorn bezocht. Na afronding van zijn studie werd hij redacteur bij het Hoofdbedrijfschap Detailhandel in Den Haag. Holthuis was ook enkele jaren redacteur/samensteller van het Boxmeers Weekblad. Na jarenlang bij Story te hebben gewerkt, stapte hij over naar het weekblad Privé, dat hem met advertenties in De Telegraaf verwelkomde. De samenwerking met Privé was van korte duur (enkele maanden). Daarna verbond Holthuis zich aan Weekend, waar hij in 2005 opstapte.
Holthuis werkte ook als redacteur/presentator bij de TROS-radio en was te horen in programma's als Bladgoud, Op Volle Toeren en De Tros 7 Sterren Show.

## Publicist
Holthuis is tevens auteur. Samen met televisiekok Lonny Gerungan schreef hij een tiental culinaire boeken, waaronder Het Bali Kookboek, dat onder de titel The Bali Cookbook wereldwijd is uitgebracht. In januari 2010 verscheen het boek Sterven zonder Naam, waarin de laatste levensjaren van de Zangeres zonder Naam (Mary Servaes-Bey) worden beschreven. Het boek bevat schokkende onthullingen over de manier waarop werd voorkomen dat de laatste wensen van de Koningin van het Levenslied in vervulling gingen en leidde zelfs tot Kamervragen van Alexander Pechtold (D66) aan minister van Justitie Ernst Hirsch Ballin. In november 2011 verscheen onder de titel 'De Zangeres, het complete verhaal' de biografie van de Zangeres zonder Naam, die ook diende als basis voor de musical 'De Zangeres'. De biografie dient tevens als leidraad en basis voor een televisieserie en een film over haar leven en carrière. Holthuis heeft een tekstbureau in Den Haag.

## Werken (selectie)
- Manfred Langer: that's iT, BZZTôH/Free Record Shop, Den Haag, ISBN 90-5501-188-6
- De Zangeres: het verhaal van mijn leven (medewerker), BZZTôH, Den Haag, ISBN 90-5501-143-6
- Sterven Zonder Naam, House of Knowledge, [Schelluinen], ISBN 978-90-8510-901-3
- De Zangeres zonder Naam: het complete verhaal, Veronica Publishing BV, ISBN 9789081812

- International Standard Name Identifier: 0000 0003 6907 5409
- Nederlandse Thesaurus van Auteursnamen: 070410054
- Virtual International Authority File: 289394969
- WorldCat: E39PBJbGXcD6CGRfjkpV6P7PwC

1. ↑  Het falende beschermingsbewind van mevrouw Servaes-Bey[dode link]. www.tweedekamer.nl. Geraadpleegd op 11 augustus 2021.